# Ніл Ньюджент
Ніл Ньюджент (англ. Neil Nugent, 6 грудня 1926 — 12 квітня 2018) — британський хокеїст на траві.
Бронзовий призер Олімпійських Ігор 1952 року.